# Fernando Muñoz y Borbón
Fernando María Muñoz y Borbón, né à Madrid le 27 avril 1838 et mort à Somió le 7 décembre 1910, est un prince espagnol, fils de la reine-régente d'Espagne, Marie-Christine de Bourbon, et de son second époux Agustín Fernando Muñoz y Sánchez, duc de Riánsares. Il est ainsi le demi-frère de la reine Isabelle II. 
Titré vicomte d'Alborada à sa naissance, il devient par la suite duc de Tarancón, vicomte de Rostrollano ainsi que prétendant au trône de l'Équateur après la mort de son frère aîné Agustín. Après la mort de son père en 1873, il devient duc de Riánsares, duc de Montmorot et Grand d'Espagne.

## Biographie
Quatrième enfant et deuxième fils de la reine-mère Marie-Christine, et de son second époux le duc de Riánsares, Fernando Muñoz y Borbón est, par sa mère, le demi-frère de la reine Isabelle II et de l'infante Louise-Fernande. En tant que membre de la famille royale, il est titré vicomte d'Alborada dès sa naissance.
En 1840, il est exilé d'Espagne avec ses parents lors de la prise de pouvoir de Baldomero Espartero, prince de Vergara, avant de revenir à Madrid en 1843.
Sa mère a l'ambition de donner aux enfants issus de son second mariage des couronnes en Amérique du Sud. En 1846, son frère aîné, Agustín, duc de Tarancón, est désigné pour devenir « Roi d'Équateur », sur la proposition de l'ancien président équatorien, Juan José Flores. Mais le projet est abandonné à la suite de la défaite du général Flores face aux républicains. Le duc de Tarancón reste un prétendant au trône de l'Équateur et conserve le titre de « roi ».
En 1847, la reine-mère est de nouveau exilé en France avec ses enfants et s'installe à Rueil-Malmaison. Durant cet exil, Agustín meurt à l'âge de 18 ans sans descendance le 15 juillet 1855. Ses deux autres frères, Juan comte du Recuerdo, et José comte de García, le suivent dans la mort. Unique fils survivant du couple, Fernando hérite des titres de son frère aîné et devient duc de Tarancón, vicomte de Rostrollano et prétendant au trône de l'Équateur.
En 1873, à la mort de son père, il hérite des titres de duc de Riánsares et de Montmorot. Après la révolution espagnole et la restauration de 1874, il revient en Espagne sous le règne de son neveu, Alphonse XII, qui le nomme Grand d'Espagne.
Il meurt à Somió, dans la région des Asturies, le 7 décembre 1910 à l'âge de 72 ans. Son fils aîné, Fernando Muñoz y Borbón de Quirós, hérite de ses titres.

## Mariage et descendance
Le 11 septembre 1861, il épouse Eladia Bernaldo de Quirós González de Cienfuegos qui lui donne onze enfants :
- María Cristina Muñoz y Borbón de Quirós (1862),
- Eladia Muñoz y Borbón de Quirós (1863-1933),
- Fernando Muñoz y Borbón de Quirós (1864-1913), duc de Riansares y Tarancón,
- María Josefa Muñoz y Borbón de Quirós (1865-1947),
- Rita Muñoz y Borbón de Quirós (1865-1952),
- María del Consuelo Muñoz y Borbón de Quirós (1866-1947),
- María de los Dolores Muñoz y Borbón de Quirós (1866-1931),
- José Muñoz y Borbón de Quirós (1868-1891),
- Juan Bautista Muñoz y Borbón de Quirós (1870-1943),
- María de la Inmaculada Muñoz y Borbón de Quirós (1873-1914),
- Genoveva Muñoz y Borbón de Quirós (1875-1890).